# Щетинін Кирило Вадимович
Кирило Вадимович Щетинін (рос. Кирилл Вадимович Щетинин, нар. 17 січня 2002, Курськ, Росія) — російський футболіст, атакувальний півзахисник клубу «Ростов».

## Ігрова кар'єра

### Клубна
Кирило Щетинін є вихованцем клубної академії курського «Авангарда». Пізніше він грав за молодіжну команду московського «Локомотива». В складі якої визнавався кращим футболістом Москви 2002 року народження у 2018 році. Також в сезоні 2018/19 брав участь у Юнацькій лізі.
В серпні 2019 року Щетинін підписав трирічний контракт з пітерським «Зенітом». Перед початком сезону 2021/22 був переведений до основного складу пітерського клубу але одразу був відправлений в оренду до клубу «Ростов». Першу гру на професійному рівні Щетинін провів 23 жовтня 2021 року, коли вийшов на заміну у матчі чемпіонату Росії проти тульського «Арсенала».
Після завршення терміну оренди, футболіст підписав з «Ростовом» повноцінний контракт на 4,5 роки. 16 червня 2022 року гол Щетиніна у ворота «Локомотива» було визнано «Голом року» в РПЛ.

### Збірна
В період за 2022 рік Кирило Щетинін провів три матчі в складі молодіжної збірної Росії.
У травні 2024 року футболіст отримав перший виклик до національної збірної Росії на товариський матч проти команди Білорусі.

## Приватне життя
Молодший брат Кирила — Михайло Щетинін також професійний футболіст, грає у складі московського «Локомотива».